# Maizal
Maizal är en ort i Dominikanska republiken.   Den ligger i provinsen Valverde, i den nordvästra delen av landet, 170 km nordväst om huvudstaden Santo Domingo. Maizal ligger 82 meter över havet och antalet invånare är 3 384.
Terrängen runt Maizal är platt åt sydväst, men åt nordost är den kuperad. Runt Maizal är det ganska tätbefolkat, med 222 invånare per kvadratkilometer. Närmaste större samhälle är Esperanza, 7,3 km sydost om Maizal. Trakten runt Maizal består till största delen av jordbruksmark.